# トータリー・ファックト・アップ
『トータリー・ファックト・アップ』（原題: Totally F***ed Up, 別題: Totally Fucked Up）は、1993年製作のアメリカ合衆国の映画。ビデオ題は、『トータリー・ファックト・アップ/ロスアンゼルス青春白書』。
1995年、第4回東京国際レズビアン&ゲイ映画祭にて上映された。

## キャスト
- アンディ：ジェームズ・デュヴァル
- スティーヴン：ギルバート・ルナ
- デリック：ランス・メイ
- ブレンダン：クレイグ・ギルモア
- パトリシア：ジェニー・ジル
- ミシェル：スーザン・ベイシッド
- トミー：ロコ・ベリック